# Solisorex pearsoni
Genre
Espèce
Statut de conservation UICN

 EN B1ab(iii)+2ab(iii) : En danger
Solisorex pearsoni est la seule espèce du genre Solisorex. Cette musaraigne est un petit mammifère insectivore de la famille des Soricidés.